# Patrol 03
Patrol 03 è una serie televisiva animata andata in onda dal 5 dicembre 1997 al 3 giugno 1998 ed è stata trasmessa su Teletoon in Canada e France 3 in Francia. In Italia viene trasmessa sul canale Fox Kids a partire da settembre 2002 e successivamente su Raidue a partire da febbraio 2003.